# John Leguizamo

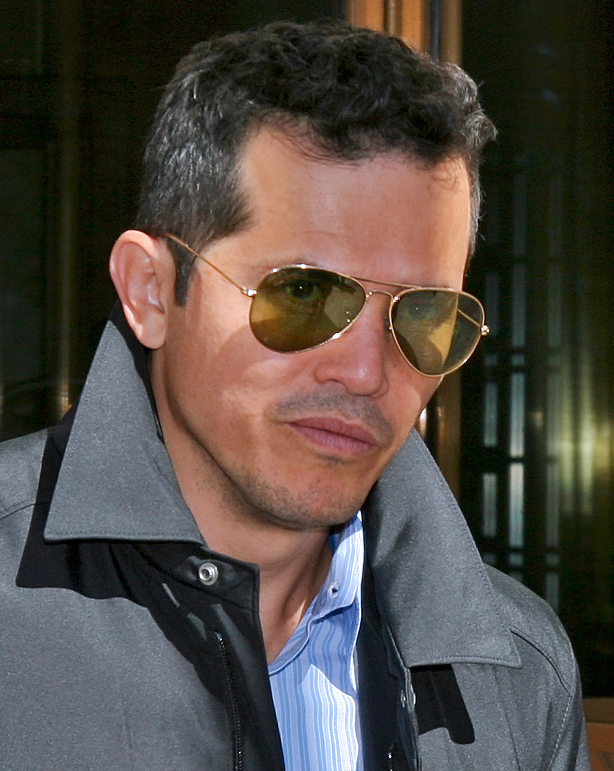
John Leguizamo

John Leguizamo (n. 22 iulie 1964), pe numele său întreg Jonathan Alberto Leguizamo, este un actor, comediant și producător american.

## Biografie
S-a născut pe 22 iulie 1964 și are în familie descendenți columbieni și portoricani. S-a născut la Bogota, Columbia, dintr-un tată portorican, Alberto Leguizamo și mama columbiană, Luz. Actorul a mărturisit că bunicul său din partea tatălui era italian, iar cel din partea mamei libanez.
Tatăl său și-a dorit să facă regia, a studiat chiar la Cinecittà, dar a renunțat pentru că nu avea finanțare pentru proiectele sale.
Când John Leguizamo avea patru ani, familia sa a emigrat în Statele Unite și au trăit cu toții în mai multe cartiere din Queens. A urmat cursurile școlii Joseph Pulitzer și Liceului Murry Bergtraum.
Ca student la Murry Bergtraum, Leguizamo a scris o comedie pe care a montat-o împreună cu toți colegii din clasa sa. A fost votat drept Cel mai vorbăreț elev din Liceul său. După absolvirea cursurilor liceale, a urmat clasa de Teatru a Universității Long Island. Și-a începu cariera timid, mai întâi ca artist de stand-up comedy, iar în 1984 și-a făcut debutul în televiziune cu un mic rol în filmul Miami Vice.
Alte colaborări minore ale sale includ un videoclip al Madonnei, roluri în filmele Mixed Blood din 1985, Casualties of War din 1989, Die Hard 2 din 1990, Hangin' with the Homeboys din 1991 sau Night Owl.

## Filmografie
- Epoca de gheață (2002)
- Întâmplarea (2008)
- Crăciunul familiei Rodriguez (2008)